# Newcastle Blue Star FC
Newcastle Blue Star FC is een Engelse voetbalclub uit Newcastle upon Tyne. De club werd opgericht in 1930 en opgeheven in 2009.
In 2018 werd de club met financiele steun van een lokale zakenman heropgericht. De club promoveerde in 2023 naar de Northern Football League.

## Erelijst
FA Vase
winnaar: 1977/78
Northern League Division One
winnaar: 2005/06
tweede: 1987/88
Northern League Division Two
winnaar: 1985/86
tweede: 1999/2000
Wearside Football League
winnaar: 1973/74, 1975/76, 1982/83, 1983/84, 1984/85
tweede: 1974/75, 1977/78, 1979/80